# Ari Friðbjörn Guðmundsson
Ari Friðbjörn Guðmundsson (* 14. September 1927 in Reykjavík; † 6. September 2003 ebenda) war ein isländischer Schwimmer und Skispringer.

## Werdegang
Ari Friðbjörn startete als Mitglied der isländischen Schwimmmannschaft bei den Olympischen Sommerspielen 1948 in London. Über 100 Meter und 400 Meter Freistil schied er in der ersten Runde aus.
Bei den Olympischen Winterspielen 1952 in Oslo startete er als Skispringer. Mit zwei Sprüngen auf 60 und 59 Meter landete er von der Normalschanze auf dem 35. Platz.
Ari Friðbjörn arbeitete bis zum Ruhestand bei der Landsbanki. Er starb kurz vor seinem 76. Geburtstag und hinterließ seine Ehefrau sowie vier Kinder.